# Mr. Freeman
Mr. Freeman ist eine Web- und Fernsehserie, welche im Internet erstmals 2009 gesendet wurde. Die Zeichentrickserie wurde zunächst nur auf Russisch gesendet. Mittlerweile gibt es jedoch auch Übersetzungen auf Englisch und Ukrainisch. Untertitel gibt es meist auf Griechisch, Hebräisch oder auch bei der ersten Episode auf Deutsch. In jeder Episode wird ein Wesen namens Mr. Freeman gezeigt. Es geht in den Folgen über Philosophie aber auch Schwarzer Humor ist darin vorhanden.